# Pogonarthria leiarthra
Pogonarthria leiarthra là một loài thực vật có hoa trong họ Hòa thảo. Loài này được Hack. miêu tả khoa học đầu tiên năm 1912.